# Víctor Rossel Del Mar
Pour les articles homonymes, voir Rossel et Del Mar.
Ne doit pas être confondu avec Victor Rossel.
Víctor Rossel, de son nom complet Víctor Alfonso Rossel Del Mar, est un footballeur péruvien, né le 5 novembre 1985 à Lima (Pérou). Surnommé Pituquito (« p'tit nanti »), il jouait au poste d'attaquant.

## Biographie

### Carrière en club
Víctor Rossel fait ses débuts au sein du Sport Boys en 2003. Il y reste trois saisons, mais ce club sera important dans sa carrière puisqu'il y reviendra à plusieurs reprises entre 2007 et 2019. Il sera d'ailleurs sacré champion de  2e division avec ledit club en 2009.
En 2012, il devient vice-champion du Pérou avec le Real Garcilaso, mais n'y joue que très peu. L'année suivante, il se distingue avec l'Unión Comercio en devenant le meilleur buteur du championnat 2013 avec 21 buts marqués (à égalité avec Raúl Ruidíaz). 
Même s'il a joué la plus grande partie de sa carrière au Pérou, Víctor Rossel compte deux expériences à l'étranger : au EC Pelotas (Brésil) en 2008 et à l'Atlético Venezuela en 2017.

### Carrière en équipe nationale
Víctor Rossel ne compte qu'une seule cape en équipe du Pérou, lorsqu'il remplace Wilmer Aguirre à la 88e minute lors d'un match amical face au Panama le 8 février 2011. Il ne sera plus convoqué par la suite.

### Après-carrière
Une fois sa carrière de joueur terminée, Víctor Rossell devient agent immobilier au Pérou.

## Palmarès
| Sport Boys - Championnat du Pérou D2 (1) : - Champion : 2009. |  | Real Garcilaso - Championnat du Pérou : - Vice-champion : 2012. |  | Unión Comercio - Championnat du Pérou : - Meilleur buteur : 2013 (21 buts). |